# Ассы (род)
Ассы (аша) — родовое подразделение (ара) в составе башкир-катайцев.
Этнонимы с основой аз, ас известны на территории от Алтая до Урала: род байлак ас в составе алтайцев, торт ас — телеутов, племя азык — киргизов.

## Этноним
Ещё шире география распространения топонимов: Ас, Асса, Ош, Талас, река Яссы и др. в Кыргызстане, [Асаке]-Узбекистан; Аса, Асар, Аснас, Ясы и др. на Сырдарье; Ассы, Асылы, Асы, Аша, Ош — на Урале и в Волго-Камье; Ассы, Асса — на Кавказе; Асе, Биюк-Асс, Темес-Асс, Ассы-Джорокчи — в Крыму. Взгляды, существующие в литературе на происхождение этнонимов и топонимов с основной аз, ас весьма противоречивы. Этнонимы с территории Кавказа и Причерноморья возводятся к асам-аланам, которые, как принято считать[кем?], оставили на путях своих передвижений гидронимы и топонимы с основной ас.
Согласно М. Фасмеру, древнерусское название осетин — яси восходит вместе с чагат. As‎ (название древних аланов) к древнеиранскому источнику: авест. āsu- «быстрый», перс. āhū‎ «газель». Из древнерусского происходит венг. Jász, рум. Ias̨i «город Яссы».

## Этническая история
Недавно предпринята интересная попытка доказать с привлечением археологических материалов преемственность древних этнонимов ас — алан и среднеазиатской топонимии. В соответствии с этими построениями, асы — предки алан, занимавшие до середины 1-го тысячелетия н. э. степи от Прикаспия до Приаралья и Сырдарьи (государство Яньцай по Н. Я. Бичурину), сами были этническими наследниками усуней. Расселяясь с сырдарьинских и приаральских степей усуни — асы (ассии, асианы) — аланы внедрили своё название в топонимию как к востоку, так и к западу от древних районов обитания.
Более аргументированы параллели, которые устанавливают некоторые исследователи между народом аз орхоно-енисейских памятников и алтайскими родами торт ас, байлак ас, киргизским племенем азык. О народе аз известно, что в начале VIII века он расселялся на Алтае и Саянах, что в это время и позднее азы находились под протекторатом тюргешей Семиречья. Возможно, азы являлись, как считал В. В. Бартольд, ветвью тюргешей. По мнению других учёных, народ as относился к числу племён, близких по происхождению к кыпчакам. И в том и в другом случае азы в VIII—IX веках были тюркоязычными племенами, тем более — в период их включения в XI—XII веках в состав продвигавшихся на запад киданей — кара-китаев. В XIII веке или несколько раньше — азы вместе с другими кочевниками расселились по всему Дешт-и-Кипчаку, включая Северный Кавказ, Причерноморье и Приуралье. Вот почему по мнению Р. Г. Кузеева этнонимы и топонимы с основой аз, ас в Восточной Европе нет необходимости во всех случаях связывать с аланами.
Ал-Джувейни (вторая половина XIII века), в котором он среди покорённых монголами народов в Восточной Европе наряду с кипчаками, русами и другими перечисляет отдельно аланов и асов. В целом можно заключить, что этнонимы ас, ассы у башкир появились в Волго-Камье и на Южном Урале вместе с миграцией катайцев. Проникновение этнонимов и их древних носителей в среду катайцев восходит, очевидно, к различным этапам взаимодействия кара-китаев с тюркоязычными племенами. Восточнотюркское происхождение башкирских этнонимов ас и ассы иллюстрируется, кроме сказанного, тем, что названия двух родов киргизского племя азык (асык) имеют аналогии в катайской родо-племенной этнонимии: киргизское кузугуна-азык — башкирское кузгун-катай; киргизское бёрю-азык — подразделение боро в составе племени сальют.